# Hache de Lochaber
La hache de Lochaber était une hache de guerre utilisée vers 1600. Le nom vient de Lochaber, une zone dans l'ouest de la zone administrative écossaise de Highland. L'arme était utilisée principalement par les highlanders ; n'ayant généralement pas d'unités de cavalerie, c'était un armement nécessaire contre la cavalerie ennemie.

## Origines supposées avec le monde agricole
La hache est similaire aux outils agricoles, comme la faux servant à la moisson. Le crochet à l'arrière de la hache montre une certaine ressemblance avec la courbe d'un bâton de berger, et en agriculture un plus petit crochet sur le même modèle peut avoir été utilisé pour lever et transporter les récoltes (on peut penser aux bottes de foin). Ainsi, il est possible que les premières versions des haches de Lochaber servaient à la fois d'armes et d'outils agricoles.[réf. nécessaire]

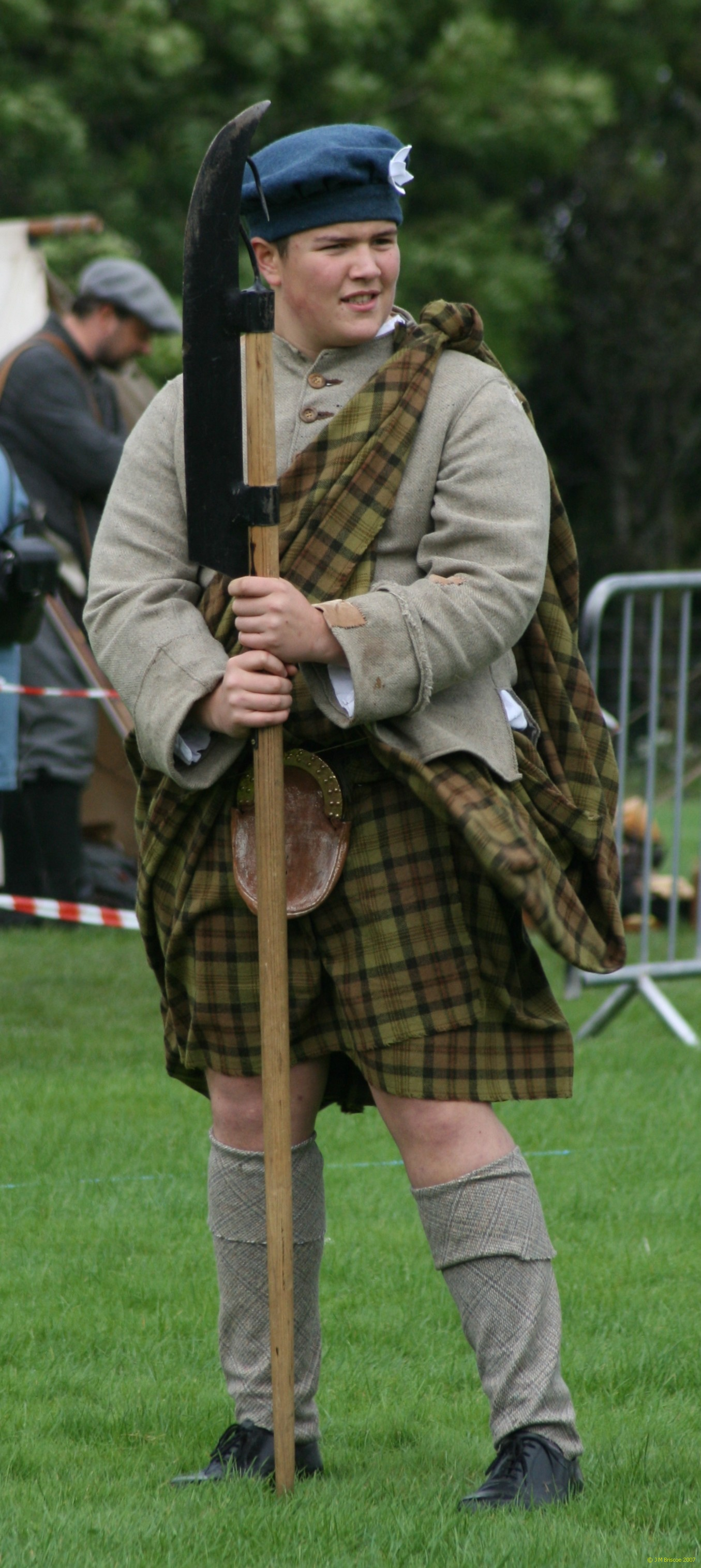
Réplique d'une hache de Lochaber, en démonstration lors de la reconstitution d'une bataille vers le Château d'Inverlochy.

## Particularités
La hache de Lochaber a eu de nombreuses versions, mais toutes avec les éléments suivants en commun :
- Arme lourde utilisée par les fantassins comme défense contre la cavalerie et en tant que pique contre l'infanterie.
- Faite d'une hampe (entre 1,5 m et 1,8 m) et montée avec une lame de 45 cm.
- De conception similaire aux bardiches ou vouges.
- La lame peut-être fixée à deux endroits et a souvent une extrémité affûtée.
- Un crochet est attaché au revers de la lame.

## Utilisation
Dans le combat au corps à corps, la pique de l'arme est utilisée dans un mouvement 'puissant' en combat rapproché, comme pour d'autres armes d'hast telles que la hallebarde. Le crochet permet de désarçonner les cavaliers, avec la tactique suivante :
- La cavalerie charge.
- Les highlanders passent d'une formation en corps large à de plus petits groupements avec des espaces entre eux.
- Les chevaux vont naturellement passer dans les espaces entre les groupes et l'infanterie peut alors saisir les cavaliers et les faire chuter.
- L'infanterie utilise les haches contre les cavaliers ayant chuté. La hache peut aussi être utilisée contre l'infanterie régulière, avec une charge puissante grâce à la longueur de la hampe.

On suppose[Qui ?] que le crochet pouvait également être utilisé dans une certaine mesure pour escalader les murs.

## Histoire
La hache fut utilisée vers 1570 pendant la bataille de Bun Garbhain (en) par les hommes du Clan Cameron contre ceux du Clan MacKintosh. Donald Cameron, dit « taillear dubh na tuaighe », fils du 14e chef du clan, devint célèbre pour ses prouesses aux combats avec la hache de Lochaber, et fut un héros lorsqu'il s'en servit pour abattre MacKintosh, chef du clan éponyme.